# Kelemen Péter
Kelemen Péter (Rákoscsaba, 1946. szeptember 2. –) világbajnok magyar öttusázó.
1958-ban kezdett a BVSC-ben sportolni úszóként, majd 1963-tól öttusázóként az Újpesti Dózsában.
Első jelentősebb sikere az 1966-os junior vb-n szerzett egyéni és csapat aranyérme. Felnőtt vb-n 1969-ben szerepelt első alkalommal. Ekkor csapatban ezüstérmes, egyéniben 9. helyezést ért el. Az 1970-es warendorfi világbajnokságon mindkét versenyszámban első helyen végzett. Ekkor kiérdemelte az év sportolója és az év öttusázója címeket is. 1971-ben csapat második és egyéni 10., 1973 -ban csapat 3., egyéni 5. lett a világbajnokságokon. 1973-ban ismét az év öttusázójának választották. Kelemen Péter volt az első öttusázó, aki junior és felnőtt vb-n is meg tudta nyerni az egyéni versenyt.
1977-ben felhagyott a versenysporttal és edzőként tevékenykedett tovább. Az Újpest és a BVSC öttusa illetve vívóedzője volt, majd Dél-Koreában dolgozott vívóedzőként. 1981-től az Újpest lőterének vezetője valamint a MAFC női öttusázóinak trénere lett. Később a Magyar Öttusa Szövetségben a szakmai bizottság vezetője volt, majd a BHSE öttusa edzőjeként tevékenykedett 2001-től 2007-ig.